# Taga-taisha
Le Taga-taisha (多賀大社) est un sanctuaire shinto situé à Taga, préfecture de Shiga au Japon. Consacré à Izanagi et Izanami, il est associé à la longévité, au mariage réussi et à la chance. Le sanctuaire est souvent appelé O-taga-san (お多賀さん) par les habitants de la région. Les jardins du shoin intérieur sont désignés bien culturel important.

## Histoire
L'ancien sanctuaire est mentionné dans le Kojiki. Selon ce texte, le Taga-taisha date de 620, époque au cours de laquelle le bouddhisme et le shinto étaient florissants. Il contient un sanctuaire shinto et un temple bouddhiste. Le sanctuaire possède un beau jardin et un pont de pierre construits par Toyotomi Hideyoshi comme offrande pour la longue vie de sa mère. Il se trouve à côté de l'étude attachée aux bureaux du sanctuaire.

## Festivals
- Korei-taisai (古例大祭?) : festival le plus important qui se tient le 23 avril. Aussi connu sous le nom Taga matsuri (多賀まつり?).
- Otaue-sai (御田植祭?) : festival de plantation du riz avec des rites traditionnels, le 7 juin.
- Mantō-sai (万灯祭?) : festival de lanternes, dans la nuit du 4 août.

## Spécialité culinaires
- Otaga-shakushi (お多賀杓子?) : talisman shakushi (sorte de cuillère japonaise) du règne de l'impératrice Genshō. Prétendument à l'origine du mot japonais otamajakushi.
- Itokiri-mochi (糸切餅?) : friandise japonaise faite de riz mochi vendue dans les boutiques de souvenirs autour du sanctuaire. L'Itokiri-mochi est créée à l'origine pour célébrer la victoire japonaise sur les Mongols.